# 日本零售商業基金投資法人
日本零售商業基金投資法人（Japan Retail Fund Investment Corporation，東證1部：8953），由三菱商事瑞銀地產股份有限公司旗下信託管理，主要經營日本所有商場產業。包括東京、大阪、京都等地區資產。
而每年財政年度則為3月31日止。
其股份自2002年於東京證券交易所房地產信託基金板上市。